# 조방
위 전폐제 조방(魏 前廢帝 曹芳, 232년 ~ 274년)은 중국 삼국시대 조위의 제3대 황제로, 자는 난경(蘭卿)이다. 소황제(少皇帝) 혹은 폐황제(廢皇帝)라고도 불리며, 폐위된 뒤에 제왕으로 강등당했고, 서진 건국 후 소릉공(邵陵公)으로 더욱 낮추어졌으며, 사후 시호는 여(厲)이다.
황후는 진황후(甄皇后)이며 부친이 불분명하다.

## 생애
형제 조순과 함께 남몰래 명제가 들여온 아들로 어릴 때 황태자에 책봉되었으며, 명제가 붕어한 후 8살의 나이에 황위에 올랐다. 어린 나이에 황위에 올랐기 때문에 곽태후가 수렴청정을 하고, 고명대신인 조상, 사마의가 정치를 위임받았다.
고평릉의 변으로 사마의가 권력을 독점하였고, 뒤를 이어 사마사가 정권을 이어받았다. 외척인 장집과 중서령 이풍, 황문감 소삭, 영녕서령 악돈, 중황문 용종복야 유현, 태상 하후현 등과 함께 사마씨를 토벌하고 황실의 위엄을 높이려 하였으나 사마사에게 발각되어 제왕(齊王)으로 강등되고 쫓겨난다.
서진 건국 후에는 소릉공으로 낮춰진다. 그의 시호는 여(厲), 정식으로는 소릉여공(邵陵厲公)이다.

## 조방의 출신에 대한 의혹
그의 출생에 대해서는 불분명하여, 알려지지 않은 조씨 일족 중 한 사람일 것으로 추정되고 있다. 《위씨춘추》에 따르면 조창(曹彰)의 아들 임성왕 조해가 조방의 아버지라고도 한다.
조예가 조비(曹丕)의 친자가 아닌 조창(혹은 조식)의 친자라는 설이 있는데 그럴 경우 조예는 자신의 친동생인 조해의 아들 조방을 후사로 삼은 것이 된다.

## 기년
| 전폐제      | 원년            | 2년        | 3년        | 4년        | 5년        | 6년        | 7년        | 8년        | 9년        | 10년                 |
| ----------- | --------------- | ---------- | ---------- | ---------- | ---------- | ---------- | ---------- | ---------- | ---------- | -------------------- |
| 서력 (西曆) | 240년           | 241년      | 242년      | 243년      | 244년      | 245년      | 246년      | 247년      | 248년      | 249년                |
| 간지 (干支) | 경신(庚申)      | 신유(辛酉) | 임술(壬戌) | 계해(癸亥) | 갑자(甲子) | 을축(乙丑) | 병인(丙寅) | 정묘(丁卯) | 무진(戊辰) | 기사(己巳)           |
| 연호 (年號) | 정시(正始) 원년 | 2년        | 3년        | 4년        | 5년        | 6년        | 7년        | 8년        | 9년        | 10년 가평(嘉平) 원년 |
| 전폐제      | 11년            | 12년       | 13년       | 14년       | 15년       |            |            |            |            |                      |
| 서력 (西曆) | 250년           | 251년      | 252년      | 253년      | 254년      |            |            |            |            |                      |
| 간지 (干支) | 경오(庚午)      | 신미(辛未) | 임신(壬申) | 계유(癸酉) | 갑술(甲戌) |            |            |            |            |                      |
| 연호 (年號) | 2년             | 3년        | 4년        | 5년        | 6년        |            |            |            |            |                      |

## 같이 보기
- 삼국지 인물 목록
- 중국의 군주 목록